# Vankarem
Vankarem (Russisch: Ванкарем) is een plaats (selo) in het district Ioeltinski in het noorden van het Russische autonome district Tsjoekotka op het Tsjoektsjenschiereiland. De plaats ligt aan het einde van een landtong, vlak bij Kaap Vankarem en ten noorden van de Vankaremlagune. Vankarem telde in 2005 179 inwoners en wordt vooral bewoond door Tsjoektsjen met daarnaast een klein aantal Joepiken. Zij onderhouden de oude tradities rond de jacht op zee en visserij aan de kust van de Tsjoektsjenzee. Nabij het dorp liggen overblijfselen van een oude eskimonederzetting.
Bij de plaats bevinden zich een vuurtoren en een vliegveld. De plaats zelf bestaat uit een aantal huisjes met palen waaraan de sledehonden kunnen worden bevestigd en boten voor de jacht op walrussen, zeehonden en -indien mogelijk- walvissen (waarvoor quota vereist zijn). De plaats is in de zomer bereikbaar per helikopter (onregelmatige vluchten).

## Naam en geschiedenis
De herkomst van de naam is onbekend. Volgens sommigen hangt de naam samen met de traditionele gedachte die door inheemse Arctische volkeren wordt aangehangen als zouden mensen nauw verwant zijn met zeewezens, waarbij de naam zou zijn afgeleid van het Tsjoektsjische woord "vankaremen" ("tandmensen"), daar inheemse jagers hun prooi aanduidden als "Walrusmensen". Volgens anderen zou de naam "tijdelijk verlaten bottenwoningen" betekenen. Deze gedachte wordt gevoed door onzekerheden rond de precieze geschiedenis van de plaats. De expeditie van Adolf Erik Nordenskiöld' vond in de jaren 1870 bijvoorbeeld een aantal kort daarvoor verlaten huizen in het noordwestelijkere dorp Ryrkajpi, waar zich overal ivoorsnijwerk bevond en nabij Vankarem bevindt zich een kolonie walrussen.
De eerste melding van de plaats dateert uit begin 19e eeuw. De Tsjoektsjische inwoners wisten geen legendes te verhalen over vroegere inwoners en om die reden wordt aangenomen dat de plaats lang voor hun komst reeds was verlaten of uitgestorven als gevolg van een epidemie.
In 1934 hielpen de inwoners van de plaats actief bij de reddingsacties rond het stoomschip Tsjeljoeskin, waarvoor ze door Otto Schmidt werden beloond met een school.
In 2006 werden de inwoners een tijd lang belaagd door een groep van ongeveer 30 ijsberen, die 's nachts naar het dorp kwamen. Bij het dorp is een afdeling van de Berenpatrouille (Medvezji Patroel) actief.
Bestuurlijk centrum: Egvekinot

Amgoeëma · Billings · Ioeltin(†) · Konergino · Leningradski(†) · Mys Sjmidta · Noetepelmen · Oeëlkal · Oesjakovskoje(†) · Ozjorny · Poljarny(†) · Ryrkajpi · Vankarem · Vostotsjny(†)